# Velorex 16/250

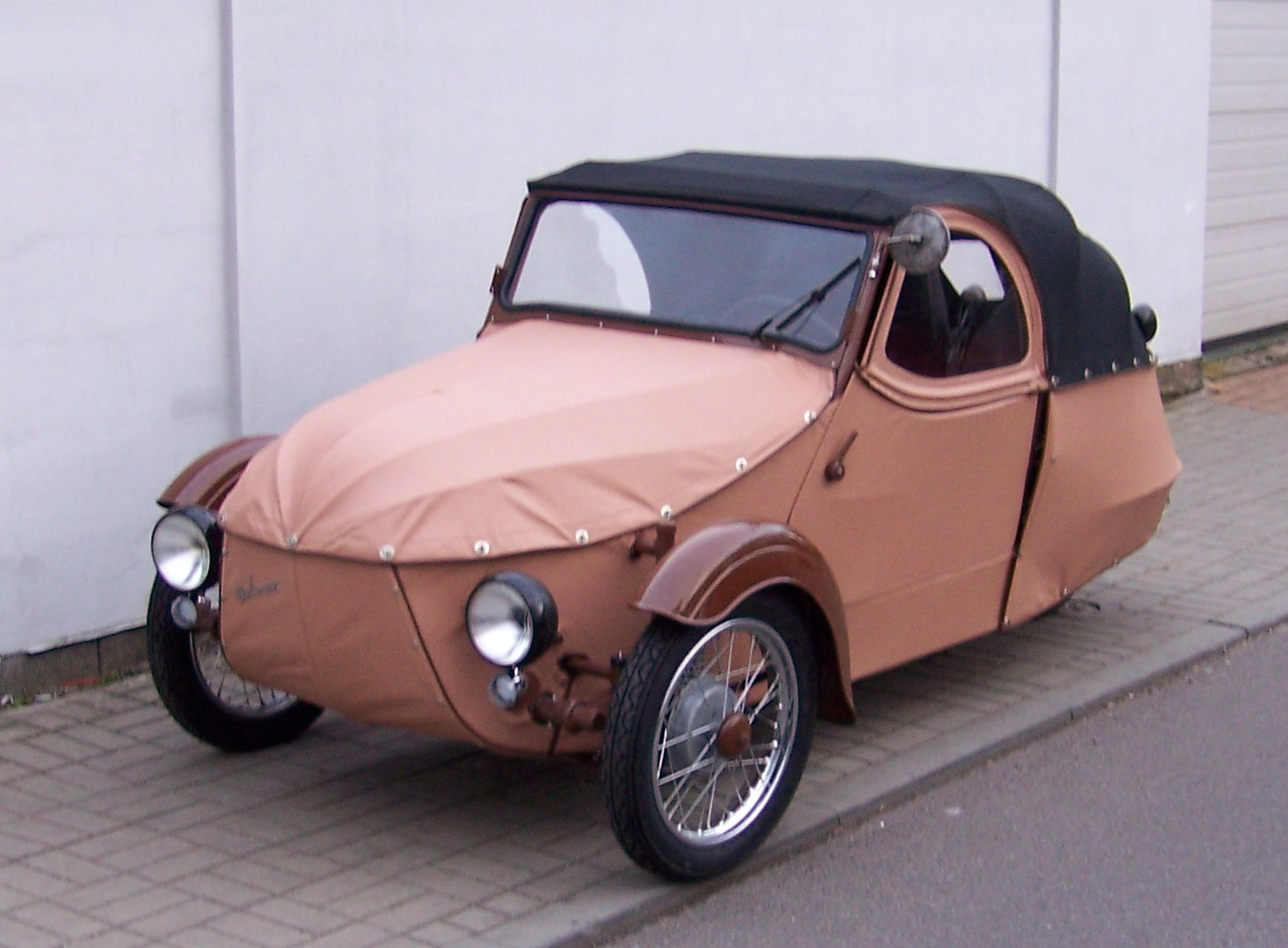
Velorex 16/250

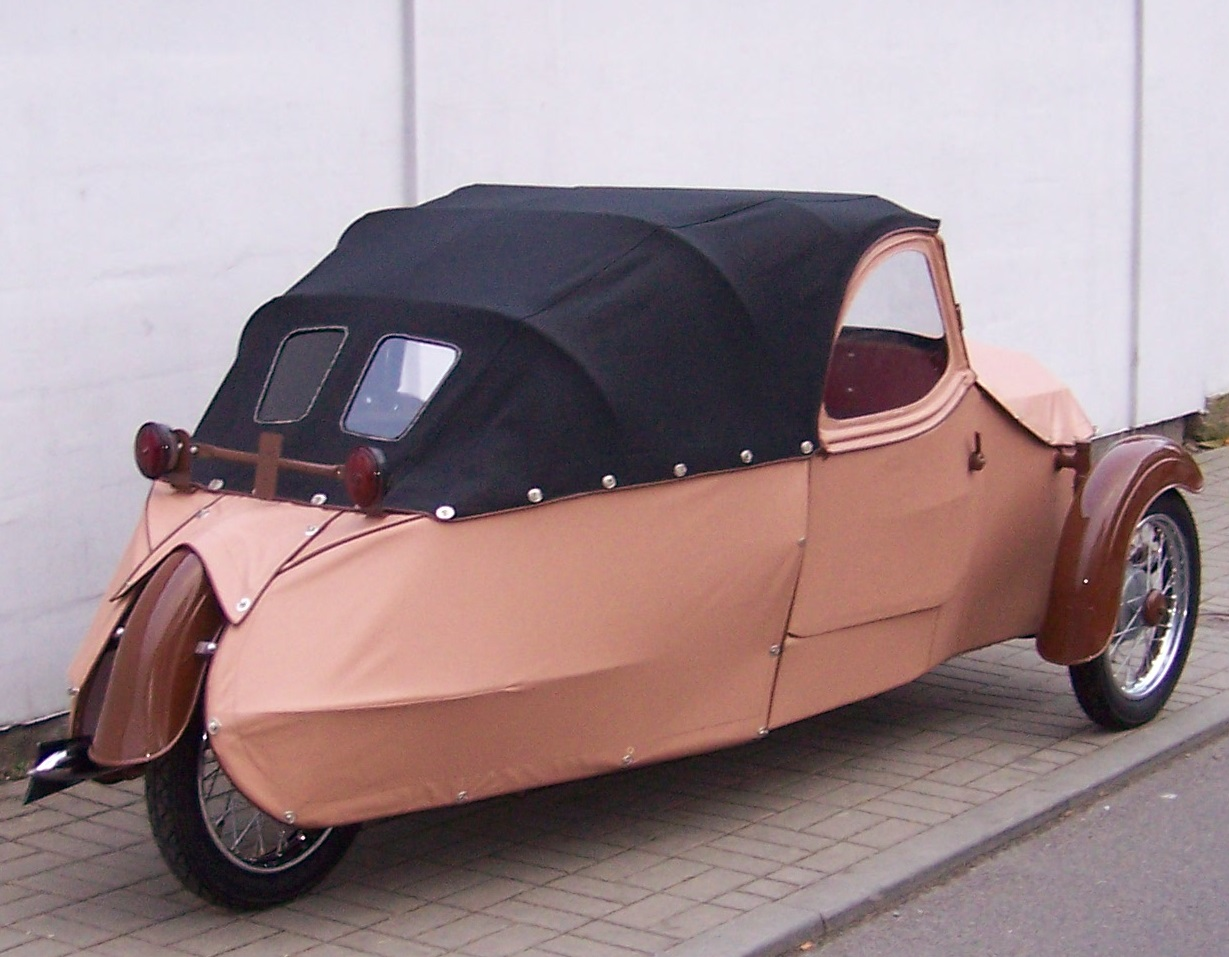
Velorex 16/250

Velorex 16/250 je české tříkolové vozidlo ze série vozidel značky Velorex, které bylo vyráběno v letech 1956–1963 ve velkodružstvu Solnice.
Velorex 16/250 vyráběný od roku 1956 se vyznačoval odstraněnými štěrbinami na zadních bocích, které byly určené ke vstupu vzduchu, určeného ke vzduchovému chlazení motoru. Tyto štěrbiny nahradila pásovina, umístěná za dveřmi po obou stranách vozidla, která při potažení plachtou zajištila přístup vzduchu k motoru. Od roku 1956 byla do vozidel montována převodovka se zpětným chodem. V roce 1957 došlo ke změně výfukového systému. Tlumič výfuku pocházel z již v té době nevyráběné Jawy 250/11. Vozidlo bylo vybavené pouze jedním výfukem, přičemž sběrné potrubí svádělo plyny z obou výfukových kanálů. V průběhu roku 1957 byla vozidla vybavena směrovými světly ve standardním uspořádání. Poslední zásadní změnou prošel rám tříkolky s motorem 250 cm³ v roce 1959, kdy se začalo na vozidlo montovat odklopné víko do zavazadlovému prostoru, také se zlepšil přístup k motoru, nutný při jeho údržbě i případné demontáži. Od roku 1962 byly na vozidlo montovány zadní sdružené svítilny ze Škody Octavia a na zadní blatník koncové světlo z motocyklu Jawa 353. V červenci 1962 byl podán zlepšovací návrh na „Úpravu koše a prostoru zavazadla”, jednalo se o náhradu pružin dna zavazadlového prostoru třemi ocelovými pásy.